# Lucy Renshallová
Lucy Renshallová (* 11. prosince 1995) je britská a anglická zápasnice–judistka.

## Sportovní kariéra
S judem začínala v Ecclestonu na základní škole v kroužku. Vrcholově se připravuje ve Walsallu v judistickém tréninkovém centru Excellence pod vedením Jamie Johnsona. V britské ženské reprezentaci se pohybuje od roku 2015 v polostřední váze do 63 kg. V roce 2017 si v únoru na německé velké ceně zlomila levou ruku a přišla o mistrovství Evropy a světa.

### Vítězství
- 2016 - 1x světový pohár (Tallinn, Glasgow)

## Výsledky
| Olympijské hry     |     | — |   |    |    | —  |   |    |  |  |  |  |  |  |  |  |  |  |  |  |  |  |  |  |  |
| Mistrovství světa  | —   |   | — | —  | —  |    | — |    |  |  |  |  |  |  |  |  |  |  |  |  |  |  |  |  |  |
| Evropské hry       |     |   |   |    | —  |    |   |    |  |  |  |  |  |  |  |  |  |  |  |  |  |  |  |  |  |
| Mistrovství Evropy | —   | — | — | —  | —  | —  | — | 3. |  |  |  |  |  |  |  |  |  |  |  |  |  |  |  |  |  |
| ME do 23 let       | —   | — | — | —  | —  | 1. | — |    |  |  |  |  |  |  |  |  |  |  |  |  |  |  |  |  |  |
| MS juniorů         | —   |   | — | 5. | 3. |    |   |    |  |  |  |  |  |  |  |  |  |  |  |  |  |  |  |  |  |
| ME juniorů         | —   | — | — | 5. | 1. |    |   |    |  |  |  |  |  |  |  |  |  |  |  |  |  |  |  |  |  |
| MS dorostenců      | úč. |   |   |    |    |    |   |    |  |  |  |  |  |  |  |  |  |  |  |  |  |  |  |  |  |
| ME dorostenců      | 2.  |   |   |    |    |    |   |    |  |  |  |  |  |  |  |  |  |  |  |  |  |  |  |  |  |